# Municipio de Alto (Dakota del Sur)
El municipio de Alto (en inglés: Alto Township) es un municipio ubicado en el condado de Roberts en el estado estadounidense de Dakota del Sur. En el año 2010 tenía una población de 66 habitantes y una densidad poblacional de 0,71 personas por km².

## Geografía
El municipio de Alto se encuentra ubicado en las coordenadas 45°25′16″N 97°9′36″O / 45.42111, -97.16000. Según la Oficina del Censo de los Estados Unidos, el municipio tiene una superficie total de 93.45 km², de la cual 90,46 km² corresponden a tierra firme y (3,19 %) 2,98 km² es agua.

## Demografía
Según el censo de 2010, había 66 personas residiendo en el municipio de Alto. La densidad de población era de 0,71 hab./km². De los 66 habitantes, el municipio de Alto estaba compuesto por el 68,18 % blancos, el 31,82 % eran amerindios. Del total de la población el 0 % eran hispanos o latinos de cualquier raza.